# Rivesaltes
Rivesaltes (katalanisch: Ribesaltes) ist eine Gemeinde mit 9.151 Einwohnern (Stand 1. Januar 2022) im Département Pyrénées-Orientales in der Region Okzitanien im Süden Frankreichs. Die Einwohner werden Rivesaltais genannt. 

## Geographie
Die Gemeinde liegt ungefähr acht Kilometer nördlich von Perpignan sowie zehn Kilometer vom Mittelmeer entfernt am Fluss Agly, in den hier sein Zufluss Roboul einmündet.

## Bevölkerungsentwicklung
| Jahr      | 1962 | 1968 | 1975 | 1982 | 1990 | 1999 | 2005 | 2010 | 2015 | 2016 |
| Einwohner | 5910 | 6442 | 6589 | 6781 | 7110 | 7940 | 8496 | 8169 | 8678 | 8647 |

## Wirtschaft
Rivesaltes ist Namensgeber für das Weinbaugebiet Rivesaltes sowie für den Muscat de Rivesaltes. Auf dem Gemeindegebiet werden darüber hinaus Weine unter den Herkunftsbezeichnungen Côtes du Roussillon und Côtes du Roussillon-Villages angebaut.

## Städtepartnerschaft
Rivesaltes hat mit Clitheroe in der Grafschaft Lancashire  eine Partnergemeinde in England.

## Persönlichkeiten
- Joseph Joffre (1852–1931), Militär und Marschall